# Anna Vikström (författare)
Anna Vikström, född 31 december 1972 i Piteå, är en svensk barnboksförfattare av främst tonårsromaner.
Vikström är grundskolelärare. Inspirationen att skriva ungdomsböcker fick hon när hon i en diskussion framkastade att det borde finnas fler böcker om tjejer som vågar uttrycka sina åsikter.

## Priser och utmärkelser
- Hans Petersonstipendiet 2007